# Muszala
A Muszala (bolgárul: Мусала) hegycsúcs Bulgáriában, a Rila-hegységben. 2925 m-es magasságával a hegység, az ország és az egész Balkán-félsziget legmagasabb pontja.
A megmászásáról szóló legrégibb írásos emlék szerint II. Philipposz makedón király jutott fel a csúcsra.

## Külső hivatkozások
- Hegymászás, Trekking, Kalandtúra – Útleírás